# Големия остров (селищна могила при Дуранкулак)
Големият остров при село Дуранкулак е праисторическа селищна могила с огромна международна популярност. Островът е паметник на културата с национално значение. Това е един от най-известните праисторически обекти в България и като такъв се радва на голям научен и туристически интерес. 
Археологическият комплекс при Дуранкулак е открит през 1974 год. от Хенриета Тодорова. 
Интензивните археологически проучвания започват през 1974—1975 година. Със спорадични прекъсвания те продължават и до днес. Дългогодишен ръководител на проучванията е световно известната българска археоложка проф. Хенриета Тодорова. След смъртта ѝ през 2015 год. проуванията продължават под ръководството на Иван Вайсов и Владимир Славчев.
Резултатите от археологическите проучвания на Големия остров при Дуранкулак свидетелстват за изключителна топографска приемственост, при която на едно и също място са изграждани селищни и култови структури в продължение на хилядолетия — от праисторическата епоха (V–IV хил. пр.н.е.) до Ранното средновековие (IX–XI век). Тази дългосрочна пространствена и културна континуитетност представлява рядко явление в археологическия пейзаж на Балканския полуостров. Именно поради тази уникалност обектът често е наричан и „Българската Троя“ — определение, което подчертава неговото изключително значение за разбирането на културната стратиграфия и дългата история на обитаване в региона.
Селищната могила Големия остров е част от Археологически комплекс „Дуранкулак“ който обединява три обекта: селищната могила Дуранкулак – Големия остров, Дуранкулак – некропола и Дуранкулак – нивата. На Големия остров има селища от ранния енеолит – култура Хаманджия III–IV, късния енеолит – култура Варна, обредни ями и жертвена клада от протобронзовата и бронзовата епоха – културите Чернавода І и ІІI, укрепено селище от късната бронзова епоха – културата Кослоджени (Sabatinovka-Noua-Coslogeni „cultural complex“), антични сгради с пещерен храм на богинята Кибела и ранносредновековно прабългарско селище с няколко ротонди, съществувало от 9-и до началото на 11-и век сл. Хр. Общата дебелина на културните напластявания е 3,20 – 3,50 м. Селищната могила има седем стратиграфски хоризонта, шест от които (I –VI) са изцяло проучени.
Археологическите находки, открити на Големия остров при Дуранкулак, се съхраняват в няколко водещи музейни и културни институции. Основните такива се намират в Регионалния исторически музей на гр. Добрич (РИМ – Добрич), Националния исторически музей в София (НИМ – София) и Националния археологически институт с музей при БАН (НАИМ – БАН). Част от артефактите са представени и във временни експозиции в местни културни центрове, включително читалището в с. Дуранкулак и Зеления център в гр. Шабла. Това осигурява както научна достъпност, така и възможности за местна културна интерпретация и популяризация на археологическото наследство.

## Социализация[12]
Големият остров при Дуранкулак в съвременен контекст функционира като музей на открито, в рамките на който са експонирани консервирани и частично реконструирани архитектурни структури, датиращи от различни археологически периоди. Сред тях се открояват енеолитни жилищни постройки, обекти от Ранното средновековие, както и елинистически пещерен храм, посветен на богинята Кибела — уникален по рода си в региона. С цел опазване и популяризиране на това културно-историческо наследство е изградена съвременна инфраструктура, включваща паркинг зона, билетен пункт и посетителски център. Последният предлага постерна изложба, 3D визуализации на археологически обекти и витрини с реплики на знакови находки, открити при теренните археологически проучвания.

## Местоположение
Селищната могила „Големия остров“ е разположена в западната част на сладководното Дуранкулашко езеро, на приблизително 2 км югоизточно от село Дуранкулак, община Шабла, област Добрич. Праисторическото селище се намира на около 2 км от съвременния черноморски бряг, на 187 км южно от устието на р. Дунав при гр. Сулина (Румъния) и на 115 км от знаковия праисторически обект Бая-Хаманджия (също в Румъния). Географското положение на обекта в североизточна Добруджа го поставя в непосредствена близост до ключови комуникационни и културни оси през праисторията.
Днес археологическият обект е социализиран и с добър транспортен достъп. Намира се в близост до международния крайбрежен път E87, който свързва Варна с Констанца. До обекта води частично асфалтиран път, а достъпът до самия остров се осъществява посредством дървен мост, изграден над езерото.
Големият остров при село Дуранкулак се утвърждава като една от най-значимите туристически и културни дестинации в региона, благодарение на уникалната си комбинация от археологическо наследство, природна среда и локална културна идентичност.
Източно от Големия остров, под съвременното водно ниво на Дуранкулашкото езеро, преминава оформено суходолие — геоморфологична депресия, представляваща геоложки разлом с посока югозапад – североизток. То започва от района на село Ваклино и е идентифицирано като долинния профил на т.нар. Шабленска река — сезонен воден поток с ясно изразени меандри. Реката има дължина приблизително 30 км, започва северно от село Твърдица (област Добрич), и се характеризира със средна дълбочина около 12 метра. Геоморфологичните характеристики на това сухо корито вероятно са изиграли съществена роля при праисторическото обитаване и хидрогеографската динамика на района.
Шабленската долина изпълнява ключова хидрографска и геоморфологична роля в североизточна Добруджа, като насочва дренираните повърхностни и подпочвени води от значителна част на Добруджанското плато към Дуранкулашкото езеро. Водосборният ѝ басейн обхваща приблизително 95 km², като включва райони с незначителна надморска денивелация и слаб хидродинамичен наклон, характерни за платовидния релеф на региона. Това предопределя наличието на бавен повърхностен отток, подпомагащ сезонна акумулация на влага, както и формирането на временни водни тела и влажни зони с потенциал за обитаване.
От геоложка гледна точка, долината се разполага в рамките на по-голям тектонски разлом — структурната линия Вранино–Нейково–Твърдица–Бежаново–Ваклино–Дуранкулак. Този разлом е с изразена субмеридионална посока и играе съществена роля за хидрогеоложките условия на района. Наличието на тази тектонска структура е благоприятствало не само формирането на суходолия, но и на депресионни зони с устойчив воден режим — такива като Дуранкулашкото езеро, което е важен резервоар в рамките на регионалния воден баланс.
От гледна точка на геоархеологията, съществуването на такъв хидрографски коридор, комбиниран с естествените защитни свойства на карстовия релеф, създава условия за дълготрайно обитаване още от праисторическата епоха. Сезонните колебания на водното ниво, свързани с палеоклиматични фази (вкл. халоцена), са довели до натрупване на седиментни слоеве с висока стратиграфска информативност. Те съдържат едновременно археологически артефакти, растителен полен, микрофосилии и други проксита, чрез които може да се реконструира палеосредата и културната динамика на селищната могила „Големия остров“.
От екологична перспектива, тектонски обусловените понижения създават условия за развитието на специфични биотопи, подпомагащи биоразнообразието и формиращи част от екологичната мрежа „Натура 2000“. Дългосрочният човешки натиск върху този чувствителен ландшафт оставя археологически видими следи, но също така изисква съвременни стратегии за интегрирано опазване на културното и природното наследство на Дуранкулашкото езеро.

## Палеоклимат
Големият остров при Дуранкулак се намира в южната част на Добруджанската географска област, която се характеризира с умереноконтинентален климат — с ясно изразени студени зими и горещи, често засушливи лета. Естествената растителна покривка в района е от степен и лесостепенен тип, с доминиране на тревни съобщества, съчетани с редки ксерофитни храстови и дървесни формации. Тази екологична рамка е благоприятствала за земеделски и пастирски практики още от праисторическата епоха.
Климатичните условия в околността на Дуранкулашкото езеро са претърпели многократни промени през холоцена, включително периоди на засилена хидроклиматична нестабилност. Особено съществени в това отношение са климатичните флуктуации в края на IV-то хилядолетие пр. Хр., когато значително и трайно затопляне води до сериозно засушаване на вътрешнобалканските равнини и едновременно с това — до повишаване нивото на Черно море вследствие на глобалните хидросферни процеси. Тези промени вероятно са нарушили устойчивостта на традиционните модели на стопански живот и заселване в района на Големия остров.
Наличието на слоеве, маркиращи внезапно прекъсване на обитаването, съвпада хронологично с края на развитието на късноенеолитната култура Варна (ок. 4400–4200 пр. Хр.) и на други сродни култури от Североизточна България. Това дава основание на част от изследователите да предполагат, че т.нар. „екологичен колапс“ в края на енеолита е свързан не толкова с локални фактори, колкото с мащабни климатични трансформации, които поставят началото на една нова културна и демографска динамика в региона на Северното и Западно Черноморие и Долния Дунав. Резултатите от съвременни геоархеологически и палеоекологични изследвания сочат, че в началото на V-то хилядолетие пр. Хр. нивото на Черно море е било приблизително с 12–15 метра по-ниско спрямо съвременното. Тази понижена морска линия е създавала условия за по-обширни крайбрежни равнини, благоприятстващи обитаването и стопанската дейност в района на Дуранкулак и Добруджа. В рамките на следващото хилядолетие — по-конкретно през IV-то хил. пр. Хр. — се наблюдава рязко покачване на морското ниво, вероятно в резултат от климатично обусловени хидросферни процеси и усилено ледниково топене в глобален мащаб. Това трансгресивно събитие съвпада хронологично с края на късноенеолитната култура Варна и се свързва с мащабни демографски и културни промени в региона. Археологически данни от Дуранкулак показват внезапно прекъсване на обитаването на Големия остров, което може да се тълкува като реакция на екологичен шок. Промените във водния баланс, в съчетание с дълготрайно засушаване във вътрешността на Балканите, вероятно са довели до нарушаване на традиционните стопански системи, до социални напрежения и до изоставяне на ключови селищни центрове.

## Морфология
Дуранкулашкото езеро, в чиято акватория се намира Големият остров, представлява плитко, закрито лиманно езеро с континентален произход. То е отделено от Черно море на изток чрез тясна пясъчна коса с морфогенетичен произход, която действа като естествена преграда между солените морски води и сладководната екосистема на езерото. Хидрографската структура на Дуранкулашкото езеро се формира в резултат от акумулацията на води в ниските части на няколко добре оформени суходолия.
Основни притоци на повърхностен и подпочвен отток идват от три посоки:
- югозапад — от района на село Ваклино;
- юг — от селата Било и Смин;
- запад — от село Граничар, в посока към Дуранкулак.

Големият остров сам по себе си представлява геоморфологична особеност — естествено защитена издигната скална формация (карбонатна плоча), която доминира над околния релеф и е формирала естествена платформа, подходяща за многократно обитаване през праисторията и по-късните периоди. Геоложкият му състав и стратегическото му разположение обуславят както дългосрочната стабилност на селищните пластове, така и устойчивата връзка между човешките общности и водната среда.
Съществен фактор в формирането на морфологията на съвременното черноморско крайбрежие представлява алувиално-лиманната акумулация — природен геоморфологичен процес, при който в резултат от взаимодействието между флувиални и морски динамики се натрупват наноси (алувиални седименти) в крайбрежната зона. Именно чрез този механизъм се образуват пясъчно-плажовите ивици, дюните и т.нар. коси (барове), които отделят лиманните езера от откритото море. Тези акумулативни форми играят ключова роля както в стабилизацията на крайбрежния релеф, така и в изолирането на сладководни или бракични екосистеми като Дуранкулашкото езеро.  Активирането на тези процеси е свързано с покачване на морското равнище и тектонски потъвания в районите на лиманите. Това се е случило основно през късния Плейстоцен и Холоцен.
Колебанията в нивото на Черно море — известни в научната литература като Новочерноморска трансгресия — в съчетание с тектонската активност на Евроазиатската плоча, продължават да играят съществена роля за оформянето на крайбрежната морфология през късния холоцен и историческата епоха. Тези процеси оказват пряко въздействие върху динамиката на акумулация и ерозия, разположението на лиманните системи и развитието на дюново-плажовите форми по западното Черноморие.
Палеогеографски и геоморфоложки реконструкции показват, че през I-ви век пр. Хр. в района на севернодобруджанското крайбрежие, както и в делтата на р. Дунав, се наблюдава фаза на регресия — понижаване на морското равнище с приблизително 4–5 метра спрямо съвременните стойности. Тази регресионна фаза е краткотрайна и е последвана от нова трансгресия в началото на I–II век сл. Хр., когато нивото на Черно море отново се покачва — с около 4 метра, което довежда до формиране на нови брегови линии, лагуни и отчасти затворени лимани.
Тези циклични трансгресионно-регресионни събития не само трансформират морфологията на крайбрежната зона, но оказват влияние и върху човешкото обитаване, особено в зони с крайбрежни селища и култови обекти. Те могат да бъдат отчетени като екологичен фон за културни прекъсвания, миграции или преориентиране на стопански практики. Периодичното покачване и спадане на морското ниво води до натрупване на морски седименти и образуване на преградни пясъчни ивици (пясъчни коси), както и до постепенното затлачване на много от черноморските лимани.  Забележително е, че конфигурацията на лиманите по западното Черноморие в повечето случаи следва очертанията на т.нар. „удавени“ речни долини — геоморфологично явление, възникнало в резултат на трансгресивно покачване на морското ниво. Този процес води до навлизане на морска вода в понижените речни русла, които вследствие на това се превръщат в лимани с бракична или сладководна характеристика, в зависимост от степента на изолация от морето и хидроложкия режим. Подобна генезисна логика е наблюдаема и в случая на лиманната система, преминаваща източно от Големия остров при с. Дуранкулак, където древна речна долина е била „удавена“ по време на холоценските трансгресии и трансформирана в съвременния басейн на Дуранкулашкото езеро.

## Топография
Фактически Големият остров при Дуранкулак представлява полуостров, а не изолиран островен масив в строго географски смисъл. Той е свързан със западния бряг на Дуранкулашкото езеро чрез тясна ивица земя и има обща площ от приблизително 25 390 m², от които около 19 953 m² са били обитавани през различни исторически периоди — от праисторията до средновековието.
Полуостровът представлява позитивна палеорелефна формация, доминираща над околния терен, с максимална надморска височина 12,4 m. Топографският анализ показва, че източните и южните склонове са стръмни и по-трудно достъпни, докато северните и западните се характеризират с по-полегати наклони, които вероятно са улеснявали достъпа от сушата. Геоложката основа на полуострова е от твърда скална порода (вероятно варовик), която се издига приблизително на 6 m над съвременното водно равнище на езерото.
Именно от тази скална основа са добивани каменните плочи, използвани при изграждането на основите на енеолитните сгради, разположени в централната и най-висока част на обекта. Това предполага не само ефективно използване на местни строителни ресурси, но и познаване на геомеханичните свойства на материала от страна на праисторическите общности, населявали Големия остров. 
Праисторическата селищна могила, разположена в централната част на Големия остров при Дуранкулак, заема площ от приблизително 1400–1500 m². По време на неолита и енеолита (VI–IV хил. пр. Хр.) прилежащите територии северно, западно и южно от полуострова са представлявали относително равнинни пространства, разположени върху малка заливна тераса на левия бряг на древно речно корито, преминаващо в близост до селището.
Геофизичните изследвания на дъното на Дуранкулашкото езеро разкриват наличие на лека тектонска депресия на около 50 метра североизточно от Големия остров. Тази депресия, интерпретирана като сезонно заливана котловина, изпълнена с утайки, вероятно е функционирала като плодородна аграрна зона. Алувиалният характер на почвата и наличието на периодично висока влажност я правят изключително подходяща за ранни форми на земеделие и добив на ресурси добивани във влажната среда. От тази зона най-вероятно са добивани тръстикови стъбла, използвани като укрепващи елементи при изграждането на глинобитните конструкции на праисторическите жилища. Сивата блатна глина, извличана от същата среда, е използвана за подравняване на терена, оформяне на подови настилки и др.
Топографските и геоморфологични данни сочат, че през праисторическата епоха значителна част от прилежащите райони северно, западно и южно от острова са били суша, като нивото на водата в Дуранкулашката депресия е било по-ниско спрямо съвременното. Въз основа на това не може да се изключи възможността в тези зони да са съществували допълнителни обитавани площи или стопански зони, функционално свързани със селището върху Големия остров. Такива периферни разширения на обитаването биха могли да отразяват сезонна или специализирана дейност — земеделска, пастирска или ритуална. 
При строителството на съществуващата сграда на Малкия остров са открити няколко прабългарски погребения — доказателство, че през IX–XI век връзката между Големия и Малкия остров не е представлявала сериозно препятствие. Вероятно нивото на водата в езерото по това време е било значително по-ниско, което е позволявало осъществуването на сухопътна връзка. Потвърждение за това е и разположението на входа към прабългарското селище, който прекъсва средновековната укрепителна стена точно срещу провлака, свързващ острова със западния бряг на Дуранкулашкото езеро.
Особеностите на ландшафта около Големия остров разкриват територия, изключително благоприятна за интензивно земеделие и уседнал начин на живот — дадености, които несъмнено са били привлекателни за праисторическите му обитатели.

## Хронология на проучванията на Големия остров[23][24]
| Година      | Селища | Ръководители | Портрети                                                                       | |
| ----------- | --- | --- | ------------------------------------------------------------------------------ | --- |
| 1974        | Регистриране на обекта | Хенриета Тодорова (АИМ-БАН, днес НАИМ—БАН)                                                                                   |                                                                                | |
| 1975        | Начало на археологическите проучвания. Полагане на контролен сондаж. Установяване стратиграфията и хронологията на обекта. | Хенриета Тодорова (АИМ-БАН, днес НАИМ—БАН)                                                                                   |                                                                                | |
| 1976 – 1978 | Интензивни археологически проучвания. Проучва се ранносредновековното – прабългарско селище от 9 – 11 век сл. Хр. и некропола към него (Дуранкулак-нивата). Предприемат се издирвателни дейности с цел локализиране местоположението на праисторическия некропол | Хенриета Тодорова (АИМ-БАН, днес НАИМ—БАН) и Кирил Ботов (ИМ – Толбухин, днес РИМ – Добрич)                                  |                                                                                | Кирил Ботов и Хенриета Тодорова (1977)                                                               |
| 1979 – 1998 | Проучване на селищата от енеолита, бронзовата епоха, храма на Кибела, антични сгради и некрополите към тях (Дуранкулак-некропола). Предприети действия за консервация и реставрация на средновековното – прабългарско селище и експониране на място на част от средновековните сгради и фортификацията.                                                                                   | Хенриета Тодорова (АИМ-БАН, днес НАИМ—БАН) и Тодор Димов (ИМ – Толбухин, днес РИМ – Добрич)                                  | Хенриета Тодорова (1987)                                                       | Тодор Димов (Дуранкулак 1983)                                                                        |
| 1999 – 2003 | Поради липса на финансиране археологическите проучвания временно са преустановени | |                                                                                | |
| 2004        | Проучване на енеолитните селищата и експониране на място на част от праисторическите сгради | Хенриета Тодорова (НАИМ—БАН) и Тодор Димов (РИМ – Добрич). Водещ реставратор доц. Георги Мавров (СУ-София).                  | проф. Хенриета Тодорова (Дуранкулак 2004)                                      | Георги Мавров и Тодор Димов (Дуранкулак 2004)                                                        |
| 2005 – 2014 | Поради липса на финансиране археологическите проучвания временно са преустановени | на 12 април 2015 г., на 82 г. се прости с живота си стожера и дългодишен ръководител на проучванията проф. Хенриета Тодорова | проф. Хенриета Тодорова (София 2011)                                           | |
| 2015 – 2025 | Проучване на най-ранните сгради, тези от периода на ранния енеолита – култура Хаманджия III-IV. Допроучване на такива и от времето на култура Варна II. Запазване автентичния вид на постройките и експонирането им на място. През 2023 год. е изградена нова туристическа инфраструктура включваща: паркинг, билетен и посетителски център, туристически пътеки, изгледни площадки и др. | Иван Вайсов (НАИМ—БАН) и Владимир Славчев (РИМ – Варна). Водещ реставратор доц. Георги Мавров (СУ-София).                    | Иван Вайсов (Дуранкулак 2020)Владимир Славчев и Геоги Мавров (Дуранкулак 2015) | Галя Вандева и Владимир Славчев (Дуранкулак 2020) Проучване на с.м. Големия остров (Дуранкулак 2021) |

## Селища
| Датировка                        | Период                                              | Хоризонт | Вид | Култура            |
| -------------------------------- | --------------------------------------------------- | -------- | --- | ------------------ |
| 4800/4780 – 4550/4450 г. пр. Хр. | Ранен енеолит                                       | VIII–VII | Селище с неординарни функции – властово-административен център с големи репрезентативни сгради и обособени стопански пространства. Съвършена организация на жизненото пространство с мрежа от широки 1.00 – 1.60 м улици. Сградите от това време са разрушени при силно земетресение от IX степен по скалата на Медведев-Шпонхойер-Карник (MSK-64 scale) | ХАМАНДЖИЯ III–IV   |
| 4450/4400 – 4250/4150 г. пр. Хр. | Късен енеолит                                       | VI–III   | Селище с „владетелски“ комплекс. Следи от редица локални пожари. Селището е напуснато без следи от външна интервенция. Някои от сградите от финалния етап са частично опожарени. Няма данни това да е направено умишлено. | ВАРНА II–III       |
| IV хил. пр. Хр.                  | Преходен период (Протобронз) и Ранна бронзова епоха | IIa–IIb  | Обредни ями и клади | ЧЕРНАВОДА I и III  |
| 12 – 14 в. пр. Хр.               | Късна бронзова епоха                                | I        | Укрепено селище | КОСЛОДЖЕНИ         |
| 4 – 2 в. пр. Хр.                 | Античност – Елинизъм                                |          | Пещерен храм на богинята Кибела, антични сгради и вкопани източници за питейна вода | Гръцка колонизация |
| 9 – 11 в.                        | Ранно средновековие                                 |          | Прабългарско селище с 240 сгради. През 10 в., при християнизацията на населението една от ротондите е преобразувана в църква. | Прабългари         |

#### Селище от ранния енеолит (4800/4780 – 4550/4450 г. пр. Хр.култура Хаманджия)[32]
Големият остров при Дуранкулак е заселен в началото на V-то хил. пр. Хр. Тогава е направено и първото селището, това с най-ранната каменна архитектура в континентална Европа. Мястото е избрано за изграждане на един от „административно-властовите центрове“ на ранно-енеолитната култура Хаманджия. Предполага се, че селището е било и център за контрол на обмена и циркулацията на много ценни суровини. За отбелязване е, че по това време Дуранкулашкото езеро не е съществувало. На неговото място е имало река чиито меандри са определяли характерната за района латдшафна конфигурация. Тогава Големия остров е бил една от скалните височинни част на западният ѝ бряг. Много е вероятно сгради от това ранно селище да са били разположени и по протежение на тази древна река — зона която днес се намира под водите на Дуранкулашкото езеро. Резултатите от геофизичните изследвания на западния бряг на Дуранкулашкото езеро показават, че следи от такова селище има и по протежението на северния бряг на една друга, по-малка река – западен приток на тази преминаваща покрай Големия остров. В прилежащия праисторически некропол са открити 390 погребения от периода на култура Хаманджия III и 164 такива от периода Хаманджия IV/Варна I. Този значителен демографски потенциал предполага наличието на сгради надвишаващи площта на тези открити на Големия остров, което е причината да продължават издирвателните дейности за откриване на сградите от тези периоди както по протежение на западния бряг на Дуранкулашкото езеро така и на дъното му.
При археологическите проучвания на Големия остров се установява, че преди строителството на първите постройки цялото мястото е било подравнено с пласт от ситно стрита, ронливи смес от надробена червеникава скална маса и сива ливадно-блатна глина. Същият изцяло покрива скалната формация на терена. Това и последващите впечатляващи строителни дейности е изисквало използването на многочислена, добре организирана работна сила, което не е могло да се осъществи без наличието на сериозно централизирано управление. Местоположението на откритите сгради и начинът на изграждането им говори за предварително планирани дейности което включва: мрежа от прави, широки до 1,50 м улици свързващи големите репрезентативни постройки със стопанските такива и подреждане на сградите в редици с ориентировка север – юг. Характерното за урбанизираната територия е разделянето ѝ на две обособени зони: една, където са ситуирани големите репрезентативни сгради и такава, където са ситуирани стопанските такива. До сега на Големия остров са разкрити 6 сгради от периода на ранния енеолит – култура Хаманджия. Това са сгради №5/VIII-VII, №8/VIII-VII, №12/VII, №13/VII, №24/VII и №25/VIII-VII. Пет от тях са експонирани на място, като изцяло са запазени оригиналните им каменни основи.

## Сграда №5/VII–VIII (култура ХаманджияIII-IV)[39]
Това е най-голямата сграда, открита на Големия остров. Тя е експонирана in situ — на мястото, където е била построена.   Постройката преминава през два основни етапа на развитие:
- Етап А — малка сграда от VIII-ия археологически хоризонт (застроена площ 41 m²)
- Етап B — голяма сграда от VII-ия хоризонт (застроена площ е 283 m²)

И двата етапа принадлежат към късните фази на културата Хаманджия.
Първата постройка — сграда 5/VIII, от културен пласт Хаманджия III, е била малка сграда с едно общо помещение, с размери 8,50 × 4,90 м (площ 41 m²). Построена е директно върху първия подравнителен червеникав пласт. Стените ѝ са с масивни основи, изградени от големи каменни плочи. Най-добре запазена от този период е източната стена, която по-късно е преизползвана при изграждането на следващата по-голяма постройка. При втората сграда тази стена изпълнява ролята на централна носеща конструкция, поддържаща платформата на горния етаж. По традиция пещта и подиумът ѝ са разположени до източната стена. Тази ранна постройка е частично покрита от по-късната сграда от периода Хаманджия IV.
Втората постройка — сграда 5/VII, от VII хоризонт, има леко трапецовидна форма и е ориентирана в посока север–юг. Отличава се с двойните си външни стени, като част от основите ѝ стъпват върху стените на по-ранната сграда, а други части — директно върху подравнителния червеникав пласт. Общата ѝ застроена площ е 283 m², а използваемото вътрешно пространство — 203 m². Вътрешна надлъжна стена разделя сградата на две помещения: източно (помещение А) и западно (помещение В). Входът и е разположен на южната страна.
Характерна особеност на сградата е архитектурното решение за подсилване на външните стени чрез изграждане на дублиращи зидове, разположени на разстояние 40–50 см от основните такива. Тези дублиращи стени също са двулицеви и изградени от големи каменни плочи, с широчина от 0,50 до 0,60 м. Те са пристроени на един по-късен етап (вероятно след първото земетресение), за което свидетелстват застъпените от нея обрушени участъци от мазилката на вътрешните стени. Вероятно тяхната функция е била да поддържат издигната тераса, обграждаща сградата от изток, север и запад. На места каменните основи са запазени до височина до 0,60 м.
При силното земетресение, белязало края на селището от периода Хаманджия IV, най-силно са пострадали западните и северните каменни основи на сградата.
Във вътрешността на постройката, прилепени към външните стени, се намират няколко подиума, изградени от каменни плочи и измазани с жълта глина — същият материал е използван и при многократното измазване на пода. В помещенията са открити няколко големи топлинни съоръжения. Особен интерес представлява клетъчното съоръжение открито в преддверието на източното помещение (А) — квадратна структура с размери 3,00 × 2,50 м, разделена на равни квадратни клетки чрез пресичащи се преградни стенички. При археологическите проучвания в това съоръжение е открито голямо количество овъглено пречистено зърно, което показва, че същото е използвано за съхранение на подготвено за посев семе.
Сградата е била покрита с двускатен покрив

## Сграда №8/VII–VIII (култура ХаманджияIII-IV)[41]
Сграда №8/VII–VIII е двуетапна постройка със сакрално-административни функции
Сграда №8/VII–VIII е експонирана на място и има два етапа на развитие:
- Първи етап – лека постройка (80 m²) с дървена конструкция
- Втори етап – масивна сграда (237 m²) с каменни основи и широки стабилни стени с каменни основи

Общите елементи между двата етапа са: местоположението, леко трапецовидната удължена форма и липсата на вътрешни преградни стени.
Първи етап (Хаманджия III)
Първоначално сградата е била с дървена конструкция, състояща се от четири редици с по шест масивни дървени подпори. Размерите ѝ са 9,0 × 8,5 м, с покрита площ от около 80 m². Ориентирана е с дългата си страна по оста север–юг.
Предполага се, че е този сграда е била с едноскатен покрив, покрит с диворастяща блатна растителност (тръстика). До западната стена е изграден глинобитен подиум (височина 10 см), с малко огнище в южния му край; подобно огнище е имало и в източната част. Липсата на преградни стени и лека конструкция навеждат на мисълта, че това е била временна постройка, вероятно използвана от строителите на масивните сгради в селището. След изграждането на основната постройка, подпорите са били демонтирани и преизползвани в изграждането на новата покривна конструкция на сградата от втория етап.
Втори етап (Хаманджия IV)
Вторият етап е представен от масивна сграда с размери 25,0 × 9,5 м и обща покрита площ от 237 m². Стените ѝ са изградени върху стабилни каменни основи (9–11 реда двулицев зид), като външната западна стена е допълнително защитена с вертикално поставени каменни плочи.
Сградата няма вътрешни преградни стени, което я отличава от други постройки от същия период. Входът е разположен от юг, а от двете му страни има две малки камери – в едната е открито депо с керамични съдове, а подът на западната камера е покрит с плочник. На около 2 м от североизточния ъгъл, до източната стена, е изградено голямо топлинно съоръжение (пещ) със стъпаловиден праг.
Подът на основното помещение е заравнен с пласт от жълта глина (10–15 см), с която са обмазани и вътрешните части на каменните основи.
Функция на сградата
С оглед размерите, архитектурата и разположението ѝ, сградата вероятно е изпълнявала сакрално-административни функции — своеобразно комуникативно или сборно пространство с обществена значимост за праисторическото селище.
Постройката е завършена с двускатен покрив.

## Сграда №24/VII (култура ХаманджияIV)[42]
Сграда 24/VII: жилищна структура с изразени стопански функции
Сграда 24/VII се намира източно от сграда 25/VII–VIII, като между двете постройки преминава улица с широчина 1,50 м, същата многократно подравнявана със сива блатна глина.
Архитектура и етапи на изграждане
Външните размери на сградата са:
- Северна стена — 8,50 м
- Източна стена — 18,80 м
- Западна стена — 17,50 м

От разкритата археологическа ситуация е видно, че първоначално е била изградена северната стена, а впоследствие — източната и западната такиве, които са удължавани с около 5–6 м в южна посока.
Пространствено оформление
Сградата е разделена на две основни части:
- Просторно вътрешно помещение
- Южно преддверие — открито от юг пространство с размери 6,70 × 4,20 м

Преддверието е отделено от основното помещение чрез два странични каменни „зъба“:
- Източен — дължина 1,60 м
- Западен — дължина 2,20 м Отворът между тях е 2,80 м.

Входът към вътрешното помещение е покрит с плочник, изграден от средни по размер каменни плочи, които са многократно обмазвани с жълта глина.
Вътрешна организация и функции
- В северозападния ъгъл на вътрешното помещение се намира голям подиум, издигнат на 20–25 см над пода, изграден от няколко реда плътно подредени каменни плочи, обмазани с глинена замазка с дебелина 0,7–1,2 см.
- В югоизточния ъгъл е разположено голямо огнище и глинобитно складово съоръжение, използвано за съхранение на различни семена — еднозърнеста и двузърнеста пшеница, ечемик, просо, уров и фий.

При разкопките са открити:
- Голям керамичен питос
- Множество по-малки съдове, включително керамичен модел на хляб
- Черупки от сладководни миди
- Овъглени останки от рогозки
- Голям брой костни оръдия на труда (шила, шпатули), включително ретушьор за изработка на характерната за култура Хаманджия вбодена (щампована) украса

Размери и покривна конструкция
- Обща застроена площ: 148 m²
- Вътрешно използваемо пространство (от северната стена до преддверието): 70 m²
- Сградата е била с едноскатен покрив, най-вероятно с наклон на запад.

## Сграда №25/VII–VIII (култура ХаманджияIII-IV)[44]Б
Сграда №25/VIII – Ранноенеолитна сграда с изразени стопански функции (култура Хаманджия III–IV)
Сграда №25/VIII, разположена на Големия остров при Дуранкулак, е представителен пример за ранноенеолитна сграда с утилитарно предназначение. Тя преминава през два основни етапа на развитие:
- Етап 1 – отнасящ се към култура Хаманджия III
- Етап 2 – към култура Хаманджия IV

Сградата от първия етап е експонирана in situ (на място).
Етап 1А: Първоначална конструкция
Сградата има почти квадратна форма (6,5 × 6,0 м) и масивни двулицеви каменни основи с широчина 50–60 см, изградени от 5–6 реда средно големи плочи, свързани с жълта глина. Основите са най-добре запазени при западната стена (височина до 0,70 м).
Над каменния цокъл е издигнат глинен надзид с дебелина 45–50 см от пречистена жълта глина с минимални силикатни примеси. В стените са открити овални отвори (20–25 см в диаметър), маркиращи местата на дървени подпори — носеща конструкция на покрива, същата стабилизирана в основата с вертикални камъни. Това показва, че първо е била изградена покривната конструкция, а впоследствие – стените.
Сградата е затворена с плътни стени от север, изток и запад. Южната стена е частично преградена с тънка глинена стеничка (0,20–0,25 м), а вътрешното пространство (5,5 × 4,0 м; 22 m²) е оформено обемно. В североизточния ъгъл се намира полукуполно термично съоръжение, а около стените – няколко глинени подиума (1,20 × 1,20 м, височина 10 см), както и различни глинобитни съоръжения с неясно предназначение. Подът е съставен от пет последователни замазки от жълта и жълто-кафява глина.
Етап 1B: Пристройка и тераса
В следващия подетап от юг е добавена пристройка с размери 4,5 × 5,5 м (20 m²), вероятно използвана като приземна покрита тераса. За целта източната и западната стена са продължени с по 5 м чрез масивни каменни плочи. Преходът между вътрешното помещение и пристройката е стъпаловиден, подсилен с хоризонтални каменни плочи.
В пристройката се намират:
- Куполовидна пещ (в югоизточния ъгъл)
- Продълговато глинено корито (?) – в югозападния ъгъл

Към южната страна е добавена глинена площадка (ширина 1,00 м), върху която са изградени две глинобитни „силозни“ съоръжения за съхранение на необработено зърно. Тази площадка се издига на 15 см над терасата, а преходът към нея също е оформен със стъпало, подсилено с вертикални и хоризонтални каменни плочи.
Етап 2: Преустройство (култура Хаманджия IV)
През етап 2 (вероятно след първото земетресение) вътрешното пространство е изцяло преустройено:
- Всички преградни стени са премахнати
- Оформено е общо помещение с размери 10,0 × 4,5 м (45 m²)
- Подът е изравнен с дебел слой жълта глина (20–25 см)

Новоразположени елементи:
- Куполна пещ (в северозападния ъгъл);
- Голямо глинобитно хранилище за зърно (на мястото на старата пещ);
- Подиум (1,50 × 2,40 м; вис. 10–15 см) – от малки каменни плочи, обмазани с глина; ясно личат следи от ремонти и подмяна на подовата настилка;
- Голямо хромелно съоръжение за смилане на зърно – на мястото на по-ранното отоплително съоръжение.

Южната част на сградата е отворена и оформена с дървена колонада, а входното пространство и прилежащите улици (западна и южна) са покрити с каменен плочник.
Функция и значение
Сграда №25/VIII се отличава от останалите постройки със своите малки размери, ясно изразено утилитарно предназначение и функционално интериорно решение. Археологическите данни сочат, че сградата вероятно е служила за централизирано приготвяне на храна за обитателите на селището през ранния енеолит.
Покривната конструкция на сграда е била двускатна

## Фаталният край на селището от времето накултура Хаманджия
Животът в ранноенеолитното селище на Големия остров при Дуранкулак приключва внезапно вследствие на унищожително земетресение с магнитуд IX-та степен по скалата на Медведев-Шпонхойер-Карник (MSK-64 scale).  Първичните, по-слаби трусове са предизвикали разрастване на стихиен пожар, който принуждава обитателите да напуснат селището. Въпреки това те успяват да спасят значителна част от покъщнината си.
Предполага се, че катастрофалното земетресение е резултат от активиране на разломната зона между Шабла и Калиакра — една от най-опасните сеизмотектонични зони в западната част на Черно море. Последвалите силни трусове водят до пълно разрушаване на сградите, които така и не са възстановени.
Вместо възстановяване на селището, тук обаче се изгражда голяма открита глинобитна култова площадка с размери 7 × 7 м. Тя е изградена върху деструкцията на сграда №8/VII — единствената сграда в селището със специално оформено, просторно вътрешно пространство (237 m²), без преградни стени.
Архитектурата и разположението на сграда 8/VII свидетелстват за сакрално-административните ѝ функции. Фактът, че именно върху руините ѝ е създадена култовата площадка, подчертава специалния статут на сградата и прехода от обитаемо към ритуализирано пространство. Това е ясен индикатор за почит и приемственост към обитаваното място, дори след разрушаването на сградата.

### Селища от късния енеолит (4450/4400 – 4250/4150 г. пр. Хр.култура Варна)
След краткротрайно прекъсване животът на Големия остров е възстановен през късния енеолит. Тогава тук се изгражда голямо селище. За разлика от това от предишния периода (култура Хаманджия) сградите в селището от времето на култура Варна са по-малки. Като строителен материал са използвани камъните от деструкциите на сградите от по-ранните периоди. При изграждането на новите сгради са преизползвани и някои от стените на по-ранните сгради, тези които са се виждали на повърхността. Това предопределя и видимата приемственост по отношение на планиграфията на селището и ориентацията на сградите. Смесването на населението с такова от вътрешността води до появата и на някои нови строителни приоми. Сградите от селището на култура Варна са с правоъгълен план, ориентирани с дългата си страна посока север-юг, но има и изключения. Повечето сгради имат общо помещение с огнище по средата и пещ прилепена до източната стена. Тези пещи са с близка до квадрата форма като подът им е направен от подредени малки каменни плочи, същите многократно обмазани с жълта глина. Сградите имат и предверие отделено от основното помещение с глинена стена. Входът на повечето сгради е от юг.
Късноенеолитното селище на Големия остров е с ясна планировка. Постройките са подредени в три паралелни редици ориентирани по оста изток–запад. Сградите в селището са разделени с тесни улици и по-големи открити пространства. Същите най-често са групирани в родови комплекси, като сред тях се открояват по-мащабни постройки със сакрални и/или обществени функции – като т.нар. „владетелски“ сгради, например сграда 9/IV.
Селището е преминало през няколко етапа на преустройство, предизвикано вероятно от малки локални земетресения или пожари. Така се появяват и постройки с различна ориентация – например североизток–югозапад – което отразява адаптацията на обитателите към новите условия.

## Сграда №9/IV (култура Варна)[47]
Сграда №9 е една от централните постройки в късноенеолитното селище на Големия остров и е използвана продължително време – от IV до III строителен хоризонт (втората половина на V – началото на IV хил. пр. Хр.). Това е единствената сграда от този период експонирана на място.
От ранната фаза (IV хоризонт) са запазени части от каменни основи – двулицеви стени с вътрешно укрепление от вертикално забити каменни плочи. Това най-добре се вижда в северозападния ъгъл.
Тук е открито и огнище, подът на което е застлан с малки плочести камъни. То е прилепено към източната стена, на 2,40 м от северната и на 1 м от западната стена. Подът е бил многократно измазван с жълта и жълто-кафява глина.
Поради преустройства през III-ти хоризонт, част от първоначалната конструкция на стените е демонтирана. От тях са открити само вкопани плитки жлебове (стени в негатив).
През по-късния си етап (III-ти хоризонт), сграда №9 придобива трапецовидна форма. Ориентирана е  север–юг, с обща застроена площ от 184 м². Постройката е разделена на три помещения, като най-малкото се намира в южния край – откъм входа.
Най-добре запазена е източната стена – двулицева, изградена от плочи на пет реда (до 0,60 м височина). В централното помещение е открито правоъгълно коритоподобно съоръжение с плочести стени и каменен под. То вероятно е използвано за домакински цели – потвърдено от голямото количество сива пепел, животински кости и керамика, разпръснати по пода.
Формата, размерите и централното разположение на сградата са основание тя да се интерпретира като „владетелска“ и/или обществена такава. Покривът на сградата е бил двускатен.

### Селища от късната бронзова епоха (12 – 14 в. пр. Хр.)[48]
В края на 12-ти в. пр. Хр. на южния склон на Големия остров е построено селище изграждането на което се свързва с дошлото от север прототракийско (?) население – култура Кослоджени. То е ситуирано върху тераси на южния и западен склон. Горната тераса е изкуствено оформена от жителите на селището. Над тази тераса е издигнат масивна каменна стена защитаваща селището от север.
Къснобронзовото селище има два етапа на развитие – етап А и етап В. Сградите и от двата етапа са малки с абсиди в единият си край. Основите на стените им са направени от по няколко реда каменни плочи.
- Дуранкулак. Керамичен съд от късната бронзова епоха (РИМ-Добрич)

### Храмът на Кибела и други антични обекти (4 – 2 в. пр. Хр.)[49][50]
Пещерният храм на малоазийската (фригийска) богиня Кибела – Майка на боговете и на всяко живо същество – се намира на южния склон на Големия остров при Дуранкулак. Храмът е разположен в зона с терасовиден релеф, съставен от две нива:
- Горна тераса – изкуствено оформена през късната бронзова епоха
- Долна тераса – образувана по естествен път още през IV-то хилядолетие пр. Хр.

Образуването на долната тераса се свързва с ингресията на Черно море – покачване на морското равнище, при което територията около острова е била частично залята от морски води. В този процес, долината на реката, преминаваща покрай острова, се е превърнала в лиман, а част от острова се е оказала под вода.
В резултат от дългосрочното въздействие на вода и ерозия, по склоновете на Големия остров са се формирали малки и големи пещери. Най-голямата от тях е била дооформена и трансформирана в елинистическия храм на Кибела.
По стените на светилището ясно личат следи от използваните каменоделни инструменти, свидетелстващи за човешка намеса и архитектурна обработка, осъществена с голяма прецизност.
Вътрешна структура на храма на Кибела
Храмът на Кибела е изсечен на 25 метра навътре в скалата и е широк между 6,40 и 8,15 м. Комплексът включва:
- Открита обредна площадка пред входа
- Преддверие с каменен фронтон
- Изсечен входен коридор
- Централни зали, разделени със стена
- Източна зала е с абсида, където е бил разположен тронът на богинята
- Западна зала е с жертвен олтар и улеи да оттичане на кръвта от жертвените животни

Върху олтара е врязан канал за оттичане кръвта от жертвоприношенията, която се е събирала в дълбоко корито. Стените на храма са били измазани с оранжева глинено-варова мазилка, от която, при проучванията са открити разпръснати по пода фрагменти.
Храмът на богинята Кибела е изграден в края на IV-ти в. пр. Хр. от гръцки колонисти от град Калатис (днешен Мангалиа, Румъния). Най-интензивно е използван през първата половина на III-ти в. пр. Хр. и функционира до първата четвърт на II-ри в. пр. Хр. Вероятната причина за изоставянето му е рухването на голяма част от свода на пещерата, предизвикано най-вероятно от земетресение.
Любопитен щрих в историята на храма е свързан с обсадата на Калатис от диадоха Лизимах, владетел на Тракия, през 313/312 г. пр. Хр. Опитът му да усмири разбунтувалите се калатийци продължава почти три години, но градът не е превзет. Допустимо (макар и недоказуемо) е част от войниците на Лизимах — произхождащи предимно от южните черноморски райони на Мала Азия, където Кибела е била особено почитана — да са посещавали храма на Големия остров и да са извършвали жертвоприношения там. 
Археологически данни и значението на храма
Проучванията сочат, че значението на храма се засилва след оттеглянето на Лизимах и възстановяването на нормалния живот в Калатис. В храма и близкия некропол са открити амфорни печати от гръцки полиси Синопе, Тасос, Хераклея Понтика, Родос и др., свидетелстващи за възобновените търговски контакти на Калатис с Егейския и Понтийския свят.
В началото на II в. пр. Хр. рухването на свода на пещерата води до окончателното изоставяне на храма. Въпреки това, мястото не губи напълно значението си.
Следи от обитаване през Късната античност и Средновековието
През VI в. сл. Хр. малка група късноантично население се установява под запазената част от пещерния свод, но напуска мястото след инцидентен, опустошителен пожар. С времето остатъците от свода ерозират и рухват напълно, а пещерното помещение се затрупва, превръщайки се в естествено защитена вдлъбнатина.
През Х-ти в. тук възниква голямо прабългарско селище. Част от средновековната укрепителна стена минава точно над някогашното преддверие на храма и е изградена от преизползвани елинистически квадри и части от фронтона на храма.
В стената на една от близките сгради е открита оброчна плоча с релеф на богинята Кибела — вероятно намерена от прабългарите сред руините на храма. Тази находка, заедно с откритите в храма теракоти и керамични фрагменти, категорично потвърждават, че пещерният храм е бил посветен на богинята Кибела.
Кладенец и стопански комплекс

Под южния склон на острова, встрани от храма, се намира дълбок кладенец за питейна вода, в него са открити множество натрошени амфори. По дръжките на някои от тях има печати от Синопе, Тасос и други гръцки полиси. Кладенецът е част от обслужващ стопански комплекс, подобен на друг такъв, открит в подножието на югозападния склон на острова.
- Пренасяне на ортостата от храма на Кибела.
- Дуранкулак-Големия остров, обредна плоча на богинята Кибела. (РИМ-Добрич)
- Дуранкулак-Големия остров, амфорен печат от Синопе (320 – 210 г. пр. Хр.). (РИМ-Добрич)

### Прабългарско селище (9 – 11 век)
Прабългарското селище на Големия остров при с. Дуранкулак е проучено изцяло през 1976–1980 год. Резултатие от изследванията са публикувани през 1989 год в том 1 от поредицата Дуранкулак.
 Това е единственото досега изцяло проучено и публикувано прабългарско селище в България. То възниква в средата на 9-ти в. сл. Хр. и съществува до началото на 11-ти век. Обхваща периода около и малко след покръстването на българите — края на управлението на княз Борис I и царуването на Симеон и Петър.
Особено показателно е, че в селището почти не се откриват езически елементи. Вместо това археолозите установяват стриктно спазване на християнски обичаи, включително в погребалните практики. Това повдига въпроса дали част от населението, заселило се тук, не е било вече християнизирано още преди преселването си — вероятно в първоначалните си територии, тези около Кримския полуостров.
Прабългарското селище на „Големия остров“ е едно от най-големите и единственото изцяло проучено такова в България. То включва 240 сгради, обединени в 15 групи – обособени като своеобразни квартали. Северната и южната част на селището са разделени от широка улица, покрита с настилка от натрошена каменна фракция, което е позволявало целогодишното ѝ използване.
Обща характеристика и структура на селището
Прабългарското селище на „Големия остров“ при Дуранкулак е най-голямото и единственото изцяло проучено селище от този тип в България. То включва 240 сгради, групирани в 15 квартала, като широка каменно насипана улица разделя северната и южната част на селището и позволява целогодишна проходимост.
В южната зона са открити няколко кръгли сгради (ротонди), характерни със своите сакрални и/или обществени функции. При установената християнизация, една от тези сгради – №58 – е преобразувана в църква, около която са разкрити християнски гробове. Гробните ями са облицовани и покрити с масивни каменни плочи, типични за раннохристиянските погребални практики.
Архитектура и културна принадлежност
Сградите в селището са сравнително малки, полувкопани на дълбочина 50–80 см, със стени от камък с преобладаващо правоъгълна форма. Топлинните съоръжения – пещи и огнища – също са изградени от камък. Архитектурата показва тясна връзка с Приазовския вариант на Салтово-Маятската култура от Кримския полуостров. Аналогични са кръглите и овални юртообразни сгради, строителните техники и типологията на материалната култура, включително при формите на керамичните съдовете и печките.
Същевременно, някои строителни практики и елементи от материалната култура свидетелстват за взаимодействие и интеграция със славянското население, част от по-голямата местна етнокултурна общност.
Произход и исторически контекст
Археологическите данни от селището и прилежащия некропол сочат, че неговите обитатели произхождат от Северното Причерноморие. Заселването на Дуранкулак се свързва със сблъсъка между прабългарите и прииждащите хазари, което принуждава определени групи да се изтеглят на юг. Изграждането на укрепителна стена показва, че селището е съществувало под постоянна заплаха от външни нападения, но реалният деструктивен фактор за живота му се оказва нарастващият натиск от страна на Византия.
След падането на Първата българска държава селището продължава съществуването си още известно време, преди Византийската империя окончателно да наложи властта си в района.
Механични хромелни съоръжения – технологично постижение
Сред най-интересните археологически открития в селището са механичните хромелни съоръжения, открити в 69 сгради. Те обикновено се срещат в съчетание с куполовидна или правоъгълна каменна пещ.
Конструкция на съоръжението
Хромелното съоръжение се състои от няколко елемента:
1. Два вертикални, масивни, трапецовидни камъка, забити в пода на разстояние ~26 см един от друг. Повече от половината им обем е вкопан за стабилност. В горната част имат напречен жлеб, в който е поставена хоризонтална ос – опора на дървения лост за задвижване.
2. Кръгла яма с дълбочина ~50 см, на около 30–40 см пред каменните плочи, в която е поставена каменна подложка с вдлъбнатина – основа на вертикално осово трупче, носещо желязната ос на горния хромелен камък.
3. Работна площадка – подът около ямата е оформен като кръгло „легенче“ с нисък перваз (Ø ~70–75 см), центрирано спрямо оста на съоръжението.
4. Хромелни камъни – със среден диаметър ~45 см и активна работна повърхност ~34 см. Отворът в горния камък е с фуниевидна форма, през която се е сипвало зърното.

Принцип на действие
Съоръжението е задвижвано от лостово-мотилков механизъм:
- Вертикален дървен лост, свързан с мотовилка, се движи възвратно-постъпателно и завърта горния хромелен камък.
- Операторът е стоял изправен с лице към широката част на каменните опори.
- Лостът е бил монтиран върху хоризонтална ос, легнала в жлебовете на опорните камъни.

Наклонената вертикална ос увеличавала ефективността, като намалявала ъгъла на натиск от мотовилката и повишавала коефициента на полезно действие.
Усъвършенстван модел
В някои случаи са открити двойни отвори за осови трупчета, на разстояние 75 и 150 см от вертикалните камъни. Това предполага, че една мотовилка е могла да задвижва две хромелни системи едновременно, с което един оператор е обслужвал две мелници, значително оптимизирайки производствения процес.
- Дуранкулак-Големия остров. Снимка на прабългарска, езическа ротонда превърнатата в християнска църква през 10 в.
- Дуранкулак-Големия остров. Костен гребен in situ (10 в.). (РИМ-Добрич)
- Дуранкулак-Големия остров. Прабългарка пещ (9–11 в.).
- Дуранкулак-Големия остров. Механично прабългарко хромелно съоръжение (9–11 в.). Едно такова е демонтирано е изложено в читалището на с. Дуранкулак.

#### Сателитно Прабългарско селище (9 – 11 век)
При археологическите проучвания на прабългарския некропол, разположен на западния бряг на Дуранкулашкото езеро (обект „Дуранкулак-нивата“), са открити няколко прабългарски сгради и стопански съоръжения. Резултатите от геофизичните изследвания в района сочат, че в тази зона е съществувало още едно голямо прабългарско селище, разположено по протежение на западния бряг на езерото.
Към момента това селище не е проучено, но наличните данни предполагат, че то е било важна част от селищния комплекс около Дуранкулак, с потенциал да добиване на допълни знанията за разпределението, инфраструктурата и социалната структура на прабългарското население в региона.

## Научни публикации за Големия остров при с. Дуранкулак

### Монографии
- 1984: Х. Тодорова, Добруджа през праисторическата епоха. – В: A. Фол, С. Димитров (ред.), История на Добруджа 1 (първо издание), (София 1984) 23 – 56.
- 1986: Х. Тодорова. Каменно-медната епоха в България: Пето хилядолетие преди новата ера. София 1986.
- 1989: Х. Тодорова (ред.), Дуранкулак І. Ранносредновековни обекти (София 1989). (Durankulak I. Die mittelalterliche Befunde).
- 2014: Х. Тодорова, Добруджа през праисторическата епоха. – В: История на Добруджа том 1, (второ, преработено издание) (Велико Търново 2014), 31 – 130 Архив на оригинала от 2021-06-02 в Wayback Machine.. (ISBN 978-619-00-0089-1)
- 2016: H. Todorova (ed.) 2016, Durankulak III. Die hellenistischen Befunde (DAI Berlin) (Berlin 2016). (ISBN 978-3-86757-015-2)

### Студии, статии, събщения
- 1976: Х. Тодорова, К. Ботов. Разкопки на острова на Дуранкулак. – Археологически открития и разкопки през 1975, 21 НацKонфAрх (Смолян 1976) 18 – 19.
- 1977: Х. Тодорова, К. Ботов, М. Аврамова. Разкопки на ранно средновековното селище върху селищната могила на Големия остров при с. Дуранкулак, Толбухински окръг. – Археологически открития и разкопки през 1976, 22 НацKонфAрх в Русе (София 1977) 105 – 106.
- 1978: Х. Тодорова, К. Ботов. Разкопки на Големия остров при с. Дуранкулак, Толбухински окръг. – Археологически открития и разкопки през 1977, 23 НацKонфAрх във Видин (София 1978) 28 – 29.
- 1979: Х. Тодорова, К. Ботов. Разкопки на Големия остров край с. Дуранкулак, Толбухински окръг. – Археологически открития и разкопки през 1978, 24 НацKонфAрх (София 1979) 27 – 29.
- 1980: Х. Тодорова, К. Ботов. Разкопки на обект Дуранкулак, Толбухински окръг (средновековно селище). – Археологически открития и разкопки през 1979, 25 НацKонфAрх в Хасково (София 1980) 155 – 156.
- 1981a: Х. Тодорова, К. Ботов. Ранно средновековно селище от Големия остров при с. Дуранкулак, Толбухински окръг. (Localité du Haut Moyen Age de la Grande île prés du village Durankulak, dép. de Tolbuhin). – In: Плиска – Преслав 2: Прабългарската култура: Материали от българо-съветската среща в Шумен 1976 (София 1981) 202 – 205.
- 1981b: Х. Тодорова. Археологически разкопки на Големия остров край с. Дуранкулак, Толбухински окръг. – Археологически открития и разкопки през 1980, 26 НацKонфAрх в Преслав (София 1981) 39 – 40.
- 1982: H. Todorova. Zur spätbronzezeitlichen Siedlung auf der „Großen Insel“ bei Durankulak (Bulgarien). – In: Bohuslav Chropovsky, Joachim Hermann (eds.) Beiträge zum bronzezeitlichen Burgenbau in Mitteleuropa: Kulturgeschichtliche und sozialökonomische Grundlagen (Berlin 1982) 417 – 425.
- 1983: H. Todorova. Ausgrabungen in Durankulak, Bezirk Tolbuchin. – In der Periode 1975 – 1981. NachrNiedersUrgesch 52, 1983, 77 – 89.
- 1985: Х. Тодорова, Т. Димов. Селище от късната бронзова епоха на Големия остров при Дуранкулак, Толбухински окръг. (A Settlement of the Late Bronze Age on the Big Island near Durankulak Village, Tolbuhin District). – In: Североизточна България – древност и съвремие: Първи национален симпозиум (София 1985) 21 – 26.
- 1986: G. Nobis. „Wildesel“ aus der kupferzeitlichen Siedlung von Durankulak, Bez. Tolbuchin, NO Bulgarien. – BonnZoolBeitr 37, 3, 1986, 195 – 208.
- 1987a: А. Меламед. Амфорни печати от Големия остров и „Нивата“ край село Дуранкулак, Толбухински окръг. – Сб. Добруджа 4, 1987, 83 – 86.
- 1987b: Х. Тодорова. Разкопки на Големия остров при с. Дуранкулак, Толбухински окръг. – Археологически открития и разкопки през 1986, 32 НацKонфAрх (Разград 1987) 51 – 53.
- 1988a: Х. Тодорова, Т. Димов. Селищна могила „Големия остров“ в Дуранкулашкото езеро и принадлежащия ѝ некропол. – Археологически открития и разкопки през 1987, 33 Нац KонфAрх (Благоевград 1988) 34 – 35.
- 1988b: Т. Димов, Приноси към проучванията на новокаменната епоха в Южна Добруджа. – В: Сб. Terra antiqua Balcanica ІІІ, Sofia, 1988, с. 20 – 25.
- 1989: H. Todorova, Т. Dimov. Ausgrabungen in Durankulak 1974 – 1987. – In: Neolithic of Southeastern Europe and its Near Eastern Connections. – VarArch 2 (Budapest 1989) 291 – 309.
- 1990a: В. Драганов. Културата Чернавода ІІІ на територията на България и по западното Черноморско крайбрежие. – Сб. Добруджа 7, 1990, 156 – 179.
- 1990b: G. Nobis, L. Ninov. Vulpes vulpes L. 1798 aus der kupferzeitlichen Siedlung Durankulak, Kr. Tolbuchin, Nordostbulgarien. – In: J. Strible, J. Sedlmeier, H-P. Spychler (Hrsg.), Festschrift für H. R. Stunyrtli (Basel 1990) 136 – 171.
- 1992: Х. Тодорова, Т. Димов. Селищна могила край „Големия остров“ в Дуранкулашкото езеро. – Археологически открития и разкопки през 1991, 36 НацKонфAрх (София 1992) 13 – 18.
- 1993a: Х. Тодорова. Дуранкулак. – Кратка енциклопедия „Тракийска древност“ (София 1993) 91.
- 1993b: J. Burow. Durankulak. Vorbericht über die Ausgrabungen 1991 und 1992. – AА 1993, 333 – 345.
- 1993c: J. Boiadjiev, T. Dimov, H. Todorova, Les Balkans orientaux. Bases chronologiques. – In: Atlas du Neolithique europeen. L'Europe orientale. E.R.A.U.L., 45, 1993, 61 – 110.
- 1994: Х. Тодорова. Разкопки на Големия остров в Дуранкулашкото езеро (енеолит, античност). – Археологически открития и разкопки през 1993, 37 НацKонфAрх (Велико Търново 1994) 15 – 17 (ISSN: 1313 – 0889).
- 1995a: Х. Тодорова. Археологически разкопки на енеолитната селищна могила „Големия остров“ в Дуранкулашкото езеро. – Археологически открития и разкопки през 1994, 38 Нац KонфAрх (София 1995) 21 – 22.
- 1985b: E. Božilova, S. Tonkov. Palaeoecological Studies in Lake Durankulak. – AnnSofUnivFacBiol 76, 2, 1985, 25 – 30 (ISSN: 1313 – 0889).
- 1996: Х. Тодорова. Археологически разкопки на енеолитната селищна могила „Големия остров“ в Дуранкулашкото езеро. – Археологически открития и разкопки през 1995, 39 Нац КонфAрх (София 1996) 19 – 21 (ISSN: 1313 – 0889).
- 1997: H. Todorova. Die Tellsiedlung Durankulak. – In: Fritz-Thyssen-Stiftung, Jahresberichte 1995 – 1996 (Köln 1997) 81 – 84.
- 1998a: E. Božilova, S. Tonkov. Towards the Vegetation and Settlement History of the Southern Dobrudsha Coastal Region, North-eastern Bulgaria: a Pollen Diagram from Lake Durankulak. – VegetHistArcheobot 7, 1998, 141 – 148.
- 1998b: H. Manhart. Die vorgeschichtliche Tierwelt von Koprivec und Durankulak und anderen prähistorischen Fundplätzen in Bulgarien aufgrund von Knochenfunden aus archäologischen Ausgrabungen. – DocNat 116 (München 1998).
- 2002: G. Nobis. Die Tierwelt Nordost-Bulgariens vom Neolithikum bis zur Kupferzeit anhand archäologischer grabungen in Durankulak (bez. Tolbuchin), Podgorica und vom Tell Tärgoviste. – Bonner Zologische Monographien 51, 2002 (with applications by H. Todorova and I. Vajsov)
- 2003a: Д. Йорданова, Т. Димов. Амфорни печати от Големия остров на западния бряг на Дуранкулашкото езеро. – Научи Cъобщения на Свободния Университет в Добрич 1, 2003, 137 – 154.
- 2003b: E. Marinova. The New Polen Core Lake Durankulak-3: a Contribution to the Vegetation History and Human Impact in North-eastern Bulgaria. – In: S. Tonkov (Hrsg.), Aspects in Palynology and Paleoecology. Festschrift in Honour of Prof. Elissaveta Božilova (Sofia 2003) 42 – 51.
- 2003c: Т. Димов, Топография, стратиграфия и архитектура на селищата на праисторическата култура Хаманджия в Добруджа. – В: Изследвания в чест на ст. н. с. І ст., д. и. н. Хенриета Тодорова. Сб. Добруджа 21, 2003, 123 – 144.
- 2004: Y. Boyadžiev. Chalcolithic Stone Architecture from Bulgaria. – Arch. Bulgarica VIII, 2004/1, 1 – 12.
- 2005: Х. Тодорова. Археологически разкопки на селищната могила на Големия остров в Дуранкулашкото езеро. – Археологически открития и разкопки през 2004, 44 НацКонфAрх (София 2005) 45 – 46 (ISSN: 1313 – 0889).
- 2006: E. Marinova, J.Atanassova. Anthropogenic impact on vegetation and environment during the Bronze Age in the area of Lake Durankulak, NE Bulgaria: Pollen, microscopic charcoal, non-pollen palynomorphsand plant macrofossils. – Review of Palaeobotany and Palynology 141 (2006) 165 – 178.
- 2007: H. Todorova. Durankulak – Territorium sacrum of Kybela in the chora of Kalatis. – In: Ansient Greek Colonies in the Black Sea 2, (Eds. D. Grammenos, E. Petropoulos), BAR – International Series 1675 (1), (Oxford) 2007.
- 2008: Х. Тодорова. Елинистически пещерен храм в Дуранкулак – свещена територия на богинята Кибела в хората на гръцката колония Калатис. – Bulgaria Pontica medii Aevi VI–VII, Studia in Honorem Professoris Vasil Gyuselev (Burgas 2008) 13 – 35. (International Seminar Mesamvria Pontica, Mai 2006).
- 2016a: I. Vajsov, G. Mavrov, H. Todorova (†). Das hellenistische Höhlenheiligtum der Gottheit Kybele. – In: H. Todorova (ed.). Durankulak, Band III, Rahden/Westf 2016 (Verlag Marie Leidorf GmbH), 35 – 50. (ISBN-13: 978-3-86757-015-2; ISBN-10: 3-86757-015-9)
- 2016b: I. Vajsov. Die archäologische Lokalität Durankulak Forschungsergebnisse 1974 – 2007). – In: H. Todorova (ed.). Durankulak, Band III, Rahden/Westf 2016 (Verlag Marie Leidorf GmbH), 13 – 20. (ISBN-13: 978-3-86757-015-2; ISBN-10: 3-86757-015-9)
- 2016c: И. Вайсов, Т. Димов, П. Зидаров. №19. Археологически проучвания на „Големия остров“ при с. Дуранкулак през 2015 г. – Археологически открития и разкопки през 2015 (София 2016), 85 – 89 (ISSN: 1313 – 0889).
- 2017: И. Вайсов, Вл. Славчев. Археологически проучвания на „Големия остров“ при с. Дуранкулак. – Археологически открития и разкопки през 2016 (София 2017), 82 – 84 (ISSN: 1313 – 0889).
- 2019: И. Вайсов, Вл. Славчев, Ц. Попова. Археологически проучвания на „Големия остров“ при с. Дуранкулак през 2018 г. – Археологически открития и разкопки през 2018 (София 2019), 38 – 41 (ISSN: 1313 – 0889).
- 2020a: A.M. Korzhenkov, A.N. Ovsyuchenko, O.V. Dimitrov, T. Dimov, A.S. Lar’kov, B. Rangielov, E.A. Rogozhin, S.N. Rodina. Traces of Strong Eneolithic and Medieval Earthquakes Hitting the Durankulak Archaeological Settlement in Northeastern Bulgaria. – Journal of Volcanology and Seismology 14, 2020, 262 – 282. (Print ISSN: 0742–0463; Electronic ISSN: 1819–7108)
- 2020b: И. Вайсов, Вл. Славчев. II. Праистория. № 19. Археологически проучвания на „Големия остров“ при с. Дуранкулак през 2019. – Археологически открития и разкопки през 2019 г. София 2020, 281 – 295 (ISSN: 1313 – 0889)
- 2021а: Вайсов, И., Славчев, В., Джурковска, Г., Вандева, Г., Попова, Ц., Карастоянова, Н.. II. ПРАИСТОРИЯ. № 17. Археологически проучвания на "Големия остров“ при с. Дуранкулак. – Археологически открития и разкопки през 2020 г. Книга 1, София 2021, 246-251 (ISSN: 1313 – 0889)
- 2021b: Вайсов, И., Мило, П., Цанков, Х., Тенцер, Т.. II. ПРАИСТОРИЯ. № 18. Дистанционно геофизично проучване на обект Дуранкулак-нивата. — Археологически открития и разкопки през 2020 г. Книга I. София, 2021, 252-258 (ISSN: 1313 – 0889)